# Revigliasco d'Asti
Revigliasco d'Asti är en ort och kommun i provinsen Asti i regionen Piemonte i Italien. Kommunen hade 786 invånare (2018).